# Mozambique ved OL
Mozambique deltog første gang i olympiske lege under Sommer-OL 1980 i Moskva og har siden deltaget i samtlige sommerlege. De har aldrig deltaget i vinterlege. 

## Medaljeoversigt
| Mozambiques medaljer under de olympiske sommerlege | Mozambiques medaljer under de olympiske sommerlege | Mozambiques medaljer under de olympiske sommerlege | Mozambiques medaljer under de olympiske sommerlege | Mozambiques medaljer under de olympiske sommerlege | Mozambiques medaljer under de olympiske sommerlege |
| -------------------------------------------------- | -------------------------------------------------- | -------------------------------------------------- | -------------------------------------------------- | -------------------------------------------------- | -------------------------------------------------- |
| Lege                                               | Guld                                               | Sølv                                               | Bronze                                             | Totalt                                             | Rang                                               |
| 1980 Moskva                                        | 0                                                  | 0                                                  | 0                                                  | 0                                                  | –                                                  |
| 1984 Los Angeles                                   | 0                                                  | 0                                                  | 0                                                  | 0                                                  | –                                                  |
| 1988 Seoul                                         | 0                                                  | 0                                                  | 0                                                  | 0                                                  | –                                                  |
| 1992 Barcelona                                     | 0                                                  | 0                                                  | 0                                                  | 0                                                  | –                                                  |
| 1996 Atlanta                                       | 0                                                  | 0                                                  | 1                                                  | 1                                                  | 71                                                 |
| 2000 Sydney                                        | 1                                                  | 0                                                  | 0                                                  | 1                                                  | 49                                                 |
| 2004 Athen                                         | 0                                                  | 0                                                  | 0                                                  | 0                                                  | –                                                  |
| 2008 Beijing                                       | 0                                                  | 0                                                  | 0                                                  | 0                                                  | –                                                  |
| 2012 London                                        | 0                                                  | 0                                                  | 0                                                  | 0                                                  | –                                                  |
| 2016 Rio de Janeiro                                | 0                                                  | 0                                                  | 0                                                  | 0                                                  | –                                                  |
| 2020 Tokyo                                         |                                                    |                                                    |                                                    |                                                    |                                                    |
| Totalt                                             | 1                                                  | 0                                                  | 1                                                  | 2                                                  |                                                    |

## Medaljevindere
| Medalje | Navn                   | År           | Sport   | Øvelse               |
| ------- | ---------------------- | ------------ | ------- | -------------------- |
| Bronze  | Maria de Lurdes Mutola | 1996 Atlanta | Atletik | 800 meter løb, damer |
| Guld    | Maria de Lurdes Mutola | 2000 Sydney  | Atletik | 800 meter løb, damer |